# Budynek Poczty w Szprotawie

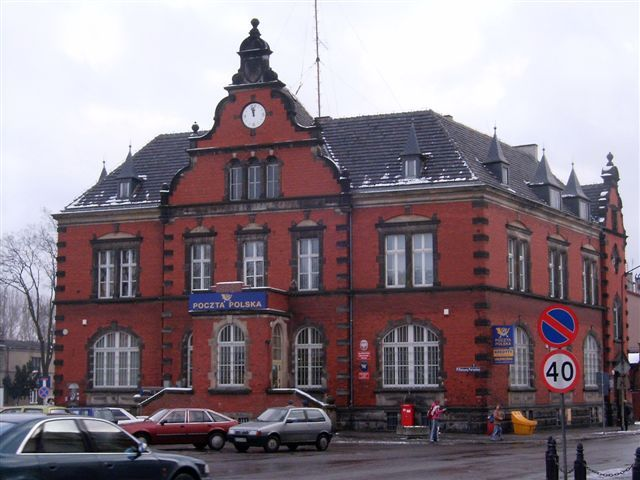
Budynek poczty w Szprotawie

Poczta, Szprotawa zbudowana w 1889 na miejscu wcześniejszego szpitala. W latach 20. i 30. XX wieku funkcjonowała jako urząd pocztowy 1. klasy. 
Budynek wpisany do Gminnej Ewidencji Zabytków Gminy Szprotawa.
Na początku lat 30. XX wieku na poczcie zainstalowano pierwszy w Niemczech wzmacniacz dla radia przewodowego.

## Literatura
- Maciej Boryna "Tajemnice Szprotawy i okolic", 2001
- Dziennik Sprottauer Tageblatt Nr z 16./17.04.1938